# Цветан Минков – Моряка
Вижте пояснителната страница за други личности с името Цветан Минков.
Цветан Минков-Боцмана, български поет, прозаик и художник.

## Биография и творчество
Цветан Минков е роден на 21 април 1941 г. в град Враца. Завършва гимназия във Враца и пише първите си стихове.
Военната служба в армията го свързва с морето. От 1960 г. живее в Бургас и до края на живота си остава „морски човек“. Шестнадесет години плува в световните морета и океани като палубен боцман на кораби от „Океански риболов – Бургас“.
Член е на Литературната група във Враца, а по-късно на дружеството „Български писател“ в Бургас. Между неговите приятели в морския град са поетите Христо Фотев и Николай Искъров, художника Стоян Забунов, и др.
Автор на книгите „Онова лудо колело“ (1990) и „Водните духове“ (2011).
Умира през 2002 г.